# بیاجو گوجو
بیاجو گوجو (به ایتالیایی: Biagio Goggio) بازیکن فوتبال اهل ایتالیا است که از سال ۱۹۱۴ میلادی عضو تیم ملی فوتبال ایتالیا بوده و در ۱ بازی ملی حضور داشته‌است. او در بازی‌های ملی‌اش گلی به ثمر نرساند.
بیاجو گوجو آخرین بازی ملی خود را در سال ۱۹۱۴ میلادی انجام داد.